# Japhet Tanganga
Japhet Manzambi Tanganga (* 31. März 1999 in London) ist ein englischer Fußballspieler.

## Karriere

### Verein
Tanganga wurde im London Borough of Hackney als Kind einer Familie mit Wurzeln in der Demokratischen Republik Kongo geboren. Er besuchte die Greig City Academy und trat im Alter von 10 Jahren der Tottenham-Jugendakademie bei. Im Juni 2019 wurde sein Vertrag mit Tottenham bis 2020 verlängert. Am 24. September 2019 debütierte er beim Carabao Cup auswärts bei Colchester United im Profifußball. Am 11. Januar 2020 gab er im Tottenham Hotspur Stadium gegen den FC Liverpool sein Premier-League-Debüt. Drei Tage später spielte er die vollen 90 Minuten gegen den FC Middlesbrough in einer Wiederholung des FA-Cup-Spiels, welches die Spurs mit 2:1 gewannen und bei dem Tanganga zum Mann der Partie ernannt wurde.
Anfang September 2023 wurde er für den Rest der Saison nach Deutschland zum Bundesligisten FC Augsburg ausgeliehen. Nachdem Tanganga bis Mitte Januar 2024 kein Pflichtspiel absolviert hatte, wurde er bis zum Saisonende an den englischen Zweitligisten FC Millwall weiterverliehen. Im Anschluss daran verlässt er Tottenham im Sommer 2024.

### Nationalmannschaft
Tanganga absolvierte bisher Länderspiele für verschiedene Juniorenauswahlen Englands.